# Gregorio Martínez Sacristán
Gregorio Martínez Sacristán (ur. 19 grudnia 1946 w Villarejo de Salvanés, zm. 20 września 2019 w Zamorze) – hiszpański duchowny katolicki, biskup Zamory w latach 2006–2019.

## Życiorys

### Prezbiterat
Święcenia kapłańskie otrzymał 20 maja 1971 i został inkardynowany do archidiecezji madryckiej. Przez kilka lat pracował jako duszpasterz parafialny. W 1976 rozpoczął pracę w diecezjalnej delegaturze ds. katechezy, obejmując stanowisko kierownika działu katechizacji dorosłych. W latach 1989–1995 kierował instytutem teologicznym w Madrycie, zaś w 1995 został szefem delegatury ds. katechezy.

### Episkopat
15 grudnia 2006 papież Benedykt XVI mianował go biskupem ordynariuszem diecezji Zamora. Sakry biskupiej udzielił mu 4 lutego 2007 kardynał Antonio María Rouco Varela.
Zmarł w Zamorze 20 września 2019.